# Weltneria hirsuta
Weltneria hirsuta är en kräftdjursart som beskrevs av Philip Barry Tomlinson 1963. Weltneria hirsuta ingår i släktet Weltneria och familjen Lithoglyptidae. Inga underarter finns listade i Catalogue of Life.